# 2019年5月ホルムズ海峡タンカー攻撃事件
ホルムズ海峡タンカー攻撃事件（ホルムズかいきょうタンカーこうげきじけん）は、2019年5月12日にオマーン湾に面したフジャイラ沿岸で4隻の商業船が攻撃された事件。フジャイラ港で給油を受けるためアラブ首長国連邦の領海に停泊していたサウジアラビア船籍のタンカー2隻、ノルウェー船籍のオイルタンカー1隻と、アラブ首長国連邦船籍のバンカー船（給油船）1隻が被害を受けた。アラブ首長国連邦外務省は、船が「妨害的破壊攻撃」を受けたと発表した。アラブ首長国連邦は、米国およびフランスとの共同捜査調査を開始し、予備調査の結果、4隻ともすべて喫水線付近または下部に爆発によるものと見られる直径5---10-フート (1.5 - 3.0 m)の穴が空く損傷を受けたことが確認された。 
この事件は、ペルシャ湾地域で米国とイランの間の緊張が高まる中で発生したもので、米国当局は攻撃の背後にイランがいるものと推測した。アラブ首長国連邦政府は、まずは調査結果の報告が確定されなければならないと述べ、容疑者の追及については言及しなかった。イラン政府は国際的な調査を求め、事件は偽旗作戦の可能性があると述べた。アメリカはイラン革命防衛隊（IRGC）が攻撃に「直接の責任」があると非難した。アラブ首長国連邦が主導した国際的調査の結果によると、高速艇に乗ったダイバーによって船体の破壊にリムペットマイン（吸着型水雷）を設置、爆破したもので、洗練された組織的作戦であり、容疑者は「ステート・アクター(state actor、国家側の行為者）」である可能性が最も高いと結論づけている。なおこの事件の一か月、2019年6月13日にも同様の事件が発生している。

## 背景
事件は、イランと米国、サウジアラビア間で緊張が高まる最中に起きた。2018年5月8日、アメリカはイランとの包括的共同行動計画から離脱し、イランの核開発計画に対する制裁措置を復活させた。これに対してイランは石油輸出の要衝であるホルムズ海峡を封鎖すると警告し、世界の石油市場に影響を及ぼし得る事態となった。イランに対して実施された新たな制裁の結果、サウジアラビアが石油供給量を維持し続けたため、市場に影響を及ぼさないまま、イランの石油生産量は史上最低を記録した。トランプ米大統領はイランと核開発計画について協議することを申し出たが、一方でイランとの軍事衝突の可能性は排除しなかった。イランはトランプ大統領に対し、米国との交渉はないと回答した。
2019年5月5日、米国家安全保障問題担当大統領補佐官ジョン・ボルトンは、諜報機関からイランの米軍攻撃計画について報告を受け、米国がイランに「明確なメッセージを送る」ためにエイブラハム・リンカーン率いる空母打撃群とB-52爆撃機4機を配備したと発表した。事件の数日前にはイスラエルの諜報機関から米国に対し、イランがサウジアラビア船舶を攻撃する意図があるとの警告があった。
事件の前の数日、アメリカ合衆国はイランまたは関連組織が当該地域の海上交通を標的にする可能性があると警告し、そうした脅威の「明確な徴候」に対抗するため海軍を配備した。

### 動機
米国務長官マイク・ポンペオはこの事件について、ワシントンのイラン産原油輸出を断ち切ろうとする動きに対しイランが原油価格の引き上げを狙って起こした事件だとの見方を示した。イランはこれを否定し、事件の国際的な調査を呼びかけ、偽旗作戦の可能性について警告した。イランによれば、この事件は軍事的対応を引き起こそうとする「イスラエルの悪戯」である。アメリカ、イラン、サウジアラビア各国は、この地域での軍事紛争への反対を表明している。事件は武装組織フーシによるヤンブーのサウジアラビア石油パイプライン施設攻撃の2日後に発生した。どちらのルートも、サウジアラビアとアラブ首長国連邦が、先のイランによるホルムズ海峡封鎖の脅威を回避してホルムズ海峡を通過せずに石油を輸出するために使用されていた。観測筋によると、どちらの事件もイラン革命防衛隊が湾岸協力会議（GCC）諸国に経済的危害を加える意思があるというメッセージと、ホルムズ海峡外での石油取引にも影響を与える能力を示すメッセージを送るために攻撃を指揮したものと見られている。

## 攻撃内容
2019年5月12日現地時間の朝、親ヒズボラのニュースチャンネル、アル・マヤディーン Al Mayadeen は、7隻の石油タンカーがフジャイラ港での爆発に巻き込まれたと誤って報道した。このニュース報道はすぐにイランのPRESS TV等のメディアに取り上げられた。アラブ首長国連邦はフジャイラ港の爆発を否定し、港は引き続き正常に機能していると述べた。アラブ首長国連邦外務・国際協力省は後に、アラブ首長国連邦の領海外、フジャイラ港沖に停泊中の船舶4隻が「妨害的攻撃」の対象とされたという声明を発表した。
1隻がアラブ首長国連邦国旗、もう1隻がノルウェー国旗を掲げていた他、サウジの原油タンカー2隻も攻撃対象となった。攻撃による死傷者はなく、原油や化学物質の流出もなかった。
サウジアラビアのエネルギー産業鉱物資源大臣兼サウジアラムコ会長のハーリド・アブドゥルアズィーズ・アル＝ファーリハは、被害を受けた船のうち2隻がサウジアラビア所有の石油タンカーであるとし、「2隻の船のうちの1隻はラアス・タンヌーラ (Ras Tanura)  港からサウジ産の原油を積み込み、米国のサウジアラムコの顧客に向けて輸送する予定だった」と述べた。後に4隻はサウジ船籍の「Almarzoqah」と「Amjad」、UAE船籍の「A. Michel」、ノルウェー船籍の「Andrea Victory」であることが判明した。
ノルウェー船の所有会社Thome Ship Management は、フジャイラ沖に停泊中の船が「喫水線上の未知の物体による攻撃だった襲われた」と発表した

## 予備調査結果

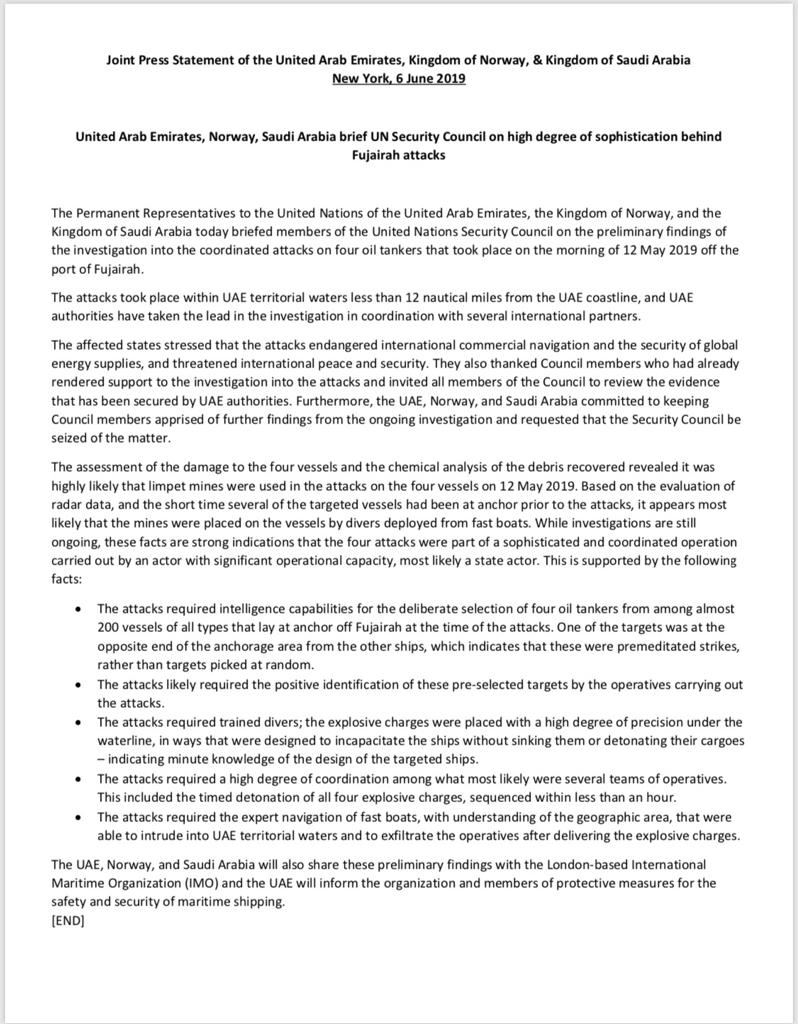
2019年6月6日にノルウェー・サウジアラビア・アラブ首長国連邦が国際連合安全保障理事会に提出した攻撃調査結果に関する合同声明文。

アラブ首長国連邦は、損害の原因究明するための調査の立ち上げについて、米国に援助を求めた。調査結果によると、すべての船において喫水線の近くまたは下に5---10-フート (1.5 - 3.0 m) の穴がおそらくは爆薬物によるものである可能性が高いとされた。初期調査において爆風の程度を査定した米軍チームは、攻撃はイランまたはイランが支援する組織により引き起こされたものと非難した。米国は中東の船舶を標的とした妨害行為であるとして、商業船へ新たに警告を出した。 
アラブ首長国連邦は、この事件は「現地組織と国際機関とが協力して」調査されると繰り返し述べた。この事件は、中東でアメリカとイランの間の緊張が高まる最中に発生した。 米国防総省は当地域に空母、パトリオットミサイル部隊およびB-52爆撃機部隊を派遣した。フランス、ノルウェー、サウジアラビアも被害の原因究明に加わった。アラブ首長国連邦は、タンカー攻撃への共同調査が公平性を保証すると述べた。 
ノルウェーの保険会社の報告書では、イランのイスラム革命防衛隊（IRGC）が攻撃を支援した可能性が「非常に高い」と結論付けた。
米統合参謀事務局長であるマイケル・ギルデイ  (Michael M. Gilday)  海軍中将は、米国の諜報機関の結論ではイラン革命防衛隊に攻撃「直接の責任」があると発表し、「これはイランの最高指導者に起因するものだ。私が言及したすべての攻撃はイラン軍とその代理武装勢力を含めイランに原因があると確信している」と述べた。 
国際的調査はアラブ首長国連邦が主導によって行われた。2019年6月6日にサウジアラビアとノルウェーとの共同声明としてUAE国連代表が国連安全保障理事会（UNSC）に提出した国際調査の予備調査結果は、4隻のタンカーへの攻撃は「洗練され組織的な作戦の一環」とされた。調査では4隻の損傷程度を評価、破片の化学分析を行い、リムペットマイン（吸着型水雷）が攻撃に使用された可能性が「非常に高い」と結論付けた。声明によると「リムペットマインは高速艇に乗ったダイバーによって船舶に設置された可能性が最も高いとみられる」とした。入手可能なレーダーデータと攻撃前の停泊時間に基づいて分析が行われ、調査の結果、リムペットマインは船を沈没させたり貨物を爆発させたりしない程度に船にダメージを与えるよう調整されたものであったと判断されました。国連安全保障理事会に提出された声明は、4隻への攻撃は「洗練され組織的な作戦の一環で、大規模な作戦能力のある主体、十中八九国家によるものである可能性が高い」と結論付けた

## 影響

### 経済面
事件後、原油価格は1バレル当たり1ドル以上上昇した。サウジアラビアのハーリド・アル＝ファーリハ・エネルギー相は、事件はサウジアラビアの石油タンカー1隻がサウジアラムコ社の米国顧客に向けて輸送中に発生し、爆発によって船の構造に深刻な被害を受けたと述べた。また、ドバイとアブダビの株式市場は2019年度最大の下げ幅となり、ドバイ市場の株価は4％の下落、サウジアラビア市場は3.6％の下落となった。
米連邦海事局（MARAD）は、アラブ首長国連邦に停泊中のすべての船に「妨害行為」のため離岸するよう警告を発し、「少なくとも翌週までは」注意を払うよう呼びかけた。

### イラン・アメリカ関係
2019年5月15日、アメリカ合衆国国務省は、バグダッドの米国大使館と在アルビール米領事館の緊急事態対応関係者と要職者を除く職員全員に対し、ペルシャ湾におけるイランとアメリカの緊張が高まりがあるためイラクを離れるよう命令した。ドイツとオランダはイラクでの軍事訓練が停止したが、理由のひとつにイランとの緊張の高まりも挙げられている。

## 各国の反応
アラブ連盟事務総長アフマド・アブルゲイトは声明でこれらの行為は「海上輸送ルートと貿易の自由と完全性に対する深刻な侵害である」と述べ、アラブ連盟はアラブ首長国連邦とサウジアラビアの側に立ち「その安全と利益を保護するためいかなる手段もとる」とした。
ノルウェー、サウジアラビア、アラブ首長国連邦はUNSCに共同声明を提出し、中東の商業船が標的となっていることを告知した。2019年6月6日、アラブ首長国連邦がサウジアラビアとノルウェーと共にUNSCに提出した共同声明は、「ステート・アクター（国家主体）」が「攻撃犯である可能性が高い」と結論付けた国際調査の結果を伝えたが、加害の疑いのある国名には言及しなかった。イランのザリーフ外相は6月6日の国連安全保障理事会とサウジアラビア、ノルウェーとアラブ首長国連邦との会合を非難し、Twitterでイスラエル諜報特務庁（モサド）が「イランが妨害行為へ関与したとする情報を作り出した」と非難した。
アラブ首長国連邦のアンワル・ガルガーシュ  (Anwar Gargash)  外務担当国務相は、UAEは緊張が高まる中でも「状況の非拡大化に取り組んでいる」とし、「我々は銃に飛びつくようなことはしない。我々は非難ではなく注意を喚起することが必要だ。これまでも常に自制してきたし、これからもそうする」だが近年のペルシャ湾岸地域における緊張の高まりについての「イランの振る舞い」を非難した。アラブ首長国連邦は、攻撃事件の被疑者名をあげていない。アラブ首長国連邦外相アブダッラー・ビン・ザーイド・アール・ナヒヤーン  (Abdullah bin Zayed Al Nahyan) は、調査で得られた証拠からタンカー攻撃は「国家の支援を受けた」ものであり、証拠は国連安保理に提出済みであると述べた。
妨害攻撃のニュースを受け、ドナルド・トランプ米大統領はイランにとって「悪い事態 (bad problem)」になると脅した。「bad problem」とは何を意味するのかを尋ねられたトランプは「自分で分かるはずだ。彼らは私が言っている意味を分かっている」と答えている。米国家安全保障問題担当大統領補佐官ジョン・ボルトンもイランはアラブ首長国連邦沖の船舶への最近の攻撃で重要な役割を果たしていると非難し、在アブダビ米国大使館でのブリーフィングでジャーナリストに対してイランは「ほぼ確実に」攻撃の責任を負っていると語り、「他に誰がやると思う？ネパール人がやったとでも？」などと語った。イランはすぐにその疑いを退け、イラン外務省のスポークスマンも「ばかげている」としてボルトンを「戦争挑発屋」と呼んだ。
イランは、海上交通を標的にするという考えを「ナンセンスだ」とし、事件の全面的な調査を求めた。イランは議会広報を通してタンカーへの攻撃を「イスラエルの悪事」と呼んだ。イランは声明でこれ以上の言及をしなかったが、イランはこれがイラン政府の結論であると述べた。
同時期にイランが協力しているとされる武装組織フーシによってイエメンの石油パイプラインを攻撃されていたサウジアラビアは、湾岸協力会議（GCC）とアラブ連盟の指導者たちによる緊急会合を開き地域の安全保障と近年の「武力侵攻とその結果」について協議した。アーディル・アル・ジュベイル (Adel al-Jubeir) 国務大臣は、サウジアラビアは戦争を回避するために最善を尽くしているが、一方であらゆる脅威から国を守る準備は出来ていると述べた。サウジアラビアはイランがこの地域を不安定化させていると非難し、国際社会に対してイランのそうした行為を止める責任があると訴えた。湾岸協力会議とアラブ連盟諸国はメッカで3回の首脳会談を開き、イランに近隣諸国への「内政干渉」を止めるよう求め、テヘランによる「海上安全保障に対する脅威」を非難した。イランはこの主張を「根拠がない」と批判し、サウジアラビアは「アメリカとシオニストたち」の計画を推進していると非難した。ノルウェー、サウジアラビアとアラブ首長国連邦による国連安全保障理事会への共同声明の後、サウジアラビアのムアリミ (Abdallah Al-Mouallimi) 国連大使は、「この行動の責任はイランの双肩にかかっている。我々はこの声明を出すのをためらうことはない。」と述べた。
イギリス外務省も攻撃事件を指揮したとしてイランを非難する声明を発表し、「フジャイラ港沖で4隻の石油タンカーが攻撃された5月12日の事件について、アラブ首長国連邦主導の調査では洗練されたステート・アクター（国家主体）により実行されたと結論付けられている。我々はイランがその攻撃に責任を負うと確信している」と述べた。さらに翌6月に発生したタンカー攻撃事件について独自評価した声明も発表し「イラン軍の一部、イラン革命防衛隊が6月13日に2隻のタンカーを攻撃したのはほぼ確実だ。他に攻撃に責任を負う国家・非国家主体はみあたらない」と結論付けた。